# Rhyacophila szeptyckii
Rhyacophila szeptyckii là một loài Trichoptera trong họ Rhyacophilidae. Chúng phân bố ở miền Cổ bắc.